# Comté de Barby
1497–1659
Entités précédentes :
- Électorat de Saxe

Entités suivantes :
- Duché de Saxe-Weissenfels
- Principauté d'Anhalt-Zerbst

Le comté de Barby (en allemand : Grafschaft Barby) est un ancien État du Saint-Empire romain germanique qui relevait du cercle impérial de Haute-Saxe. Sa capitale était Barby.
En 974, l'empereur Otton II donna le domaine dans la partie orientale du duché de Saxe (Ostphalie) à l'abbaye de Quedlinbourg sous la direction de sa sœur Mathilde. En 1356, la suzeraineté revint aux électeurs de Saxe. En 1497, la seigneurie de Barby devint comté du Saint-Empire par le décret de Maximilien Ier de Habsbourg, roi des Romains. L'un des États impériaux, les comtes prirent la place qui leur revenait dans la Diète d'Empire. Vers 1540, sous le règne du comte Wolfgang Ier et son épouse Agnès de Mansfeld, amis à Martin Luther, la Réforme protestante a été introduite. 
À la mort du dernier comte Auguste Louis, le 17 octobre 1659, le fief est partagé : le domaine de Barby fut intégré au duché de Saxe-Weissenfels, possession d'Auguste, fils cadet de l'électeur Jean-Georges Ier de Saxe. Son fils Henri de Saxe-Weissenfels-Barby fit construire le palais baroque de Barby de 1687 à 1715, en partie supervisé par l'architecte Jean-Baptiste Broebes. Lorsque la lignée de Saxe-Weissenfels s'éteint en 1746, le domaine revint finalement à l'électorat de Saxe. 
Son territoire s'étendant autour de l'embouchure de la rivière Saale dans l'Elbe comprenait quatre bailliages :
- Le bailliage de Barby (Amt Barby) qui revint à Saxe-Weissenfels en 1659 ;
- Le bailliage de Rosenburg (Amt Rosenburg), composé des localités de Breitenhagen et Dornbock, des Vorwerke de Patzetz, Groß et Klein Rosenburg, Saalhorn, Sachsedorf et Tochheim[1], cédé au duché de Magdebourg en 1679 ;
- La bailliage de Mühlingen (Amt Mühlingen), composé des deux villages de Groß- et Kleinmühlingen[2], qui revint à Anhalt-Zerbst ;
- Le bailliage de Walternienburg (Amt Walternienburg), composé des trois villages de Walternienburg, Kämeritz, Flötz, Großlübs, du Vorwerk de Trebnitz et du Zollhaus de Tochheim[3], qui revint également à Anhalt-Zerbst en tant que fief de l'électorat de Saxe.